# ルリーン・タトル

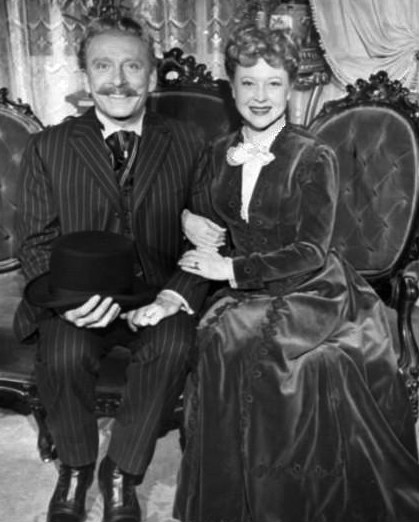
レオン・エイムズとともに（1954年）

ルリーン・タトル（英語: Lurene Tuttle , 1907年8月29日 - 1986年5月28日）は、アメリカ合衆国の性格女優。ヴォードヴィルからラジオに移り、「ラジオのファーストレディ」と呼ばれるようになった。その後に映画やテレビを中心に活動した。

## 生い立ち
ルリーン・タトルは1907年8月29日にアメリカ合衆国のインディアナ州プレザントレイクにて出生した。カリフォルニア州グレンデールに一家で引っ越しをした後に演技の勉強を開始した。パサデナ・プレイハウスで訓練を受けた後、ヴォードヴィルの劇団「マーフィーズ・コメディアンズ」に入団した。

## ラジオ女優として
世界恐慌期にラジオに活動の場を移したタトルはいつしか「ラジオのファーストレディ（第一級の女性）」と呼ばれるようになった。アメリカでは1920年代から1950年代初頭まで「ラジオ黄金時代」として記憶されている。「C・E・フーパー」が1947年に行った調査によると、アメリカ人100人のうち82人がラジオのリスナーであることが判明している。
タトルは『ザ・アドベンチャーズ・オブ・サム・スペード』でサム・スペードの若い女性秘書役から老婦人役まで、同作品のほぼ全ての女性役を一人で演じ切った。週に平均して15の多様な役を演じ、『ドラグネット』、『ラックス・ラジオ・シアター』、『ザ・スクリーン・ギルド・シアター』、『ドクター・クリスチャン』、『ザ・レッド・スケルトン・ショー』といったラジオシリーズで彼女のクレジットが表示された。

## テレビ女優・映画女優として
1950年代・1960年代には映画やテレビを中心に活動するようになり、お節介な婦人役でおなじみとなった。
1968年から1971年まで放送され、ダイアン・キャロルが主演したテレビシリーズ『ジュリア』での無愛想なシニア看護師役が最もよく知られており、32のストーリーに登場している。
また、出演した主な映画作品としてはオーソン・ウェルズの『マクベス』（1948年）に『ウチの亭主と夢の宿』（1948年）、『やんちゃ学生』（1953年）、アルフレッド・ヒッチコックの『サイコ』（1960年）などがあげられる。

## 私生活と死
タトルはラジオ女優として活動していた時期に俳優のメルヴィル・ルイックと結婚して娘1人、のちにミュージカルコメディ女優となるバーバラ・ルイックをもうけた。バーバラは1974年に亡くなるが、彼女の夫は『スター・ウォーズ』シリーズの音楽で知られる作曲家のジョン・ウィリアムズである。夫婦が離婚した後にタトルは再婚したが、二度目の結婚生活は長続きしなかった。
オーソン・ウェルズ、レッド・スケルトン、ミルトン・バール、レッド・スケルトン、スティーブ・アレン、ジェーン・メドウズらにラジオ俳優としての演技指導をほどこしたことでも知られる。
1960年にハリウッド・ウォーク・オブ・フェームに選出された。
1986年5月28日にカリフォルニア州エンシノにて死去。78歳没。死因はがんであった。遺体は同州グレンデールのフォレスト・ローン・メモリアル・パークに埋葬された。

## 視聴
- The Great Gildersleeve, "Marjorie's Cake" (1941年9月7日)
- The Adventures of Sam Spade, "The Dry Martini Caper" (1948年8月1日)
- Suspense, "Can't We Be Friends?" (1946年7月25日)
- Suspense, "The Sisters" (1948年12月9日。ロザリンド・ラッセルと)